# Connally Findlay Trigg

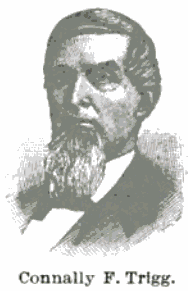
Connally Findlay Trigg, vor 1880

Connally Findlay Trigg (* 18. September 1847 in Abingdon, Washington County, Virginia; † 23. April 1907 ebenda) war ein US-amerikanischer Politiker. Zwischen 1885 und 1887 vertrat er den Bundesstaat Virginia im US-Repräsentantenhaus.

## Werdegang
Connally F. Trigg besuchte die öffentlichen Schulen seiner Heimat. Während des Bürgerkrieges diente er sowohl im Heer der Konföderation als auch in deren Marine. Nach einem anschließenden Jurastudium und seiner 1870 erfolgten Zulassung als Rechtsanwalt begann er in Abingdon in diesem Beruf zu arbeiten. Zwischen 1872 und 1884 war er Bezirksstaatsanwalt im Washington County. Gleichzeitig schlug er als Mitglied der Demokratischen Partei eine politische Laufbahn ein.
Bei den Kongresswahlen des Jahres 1884 wurde Trigg im neunten Wahlbezirk von Virginia in das US-Repräsentantenhaus in Washington, D.C. gewählt, wo er am 4. März 1885 die Nachfolge von Henry Bowen antrat. Bis zum 3. März 1887 konnte er eine Legislaturperiode im Kongress absolvieren. Nach dem Ende seiner Zeit im US-Repräsentantenhaus praktizierte Trigg wieder als Anwalt. Er starb am 23. April 1907 in Abingdon.